# Von Bismarck

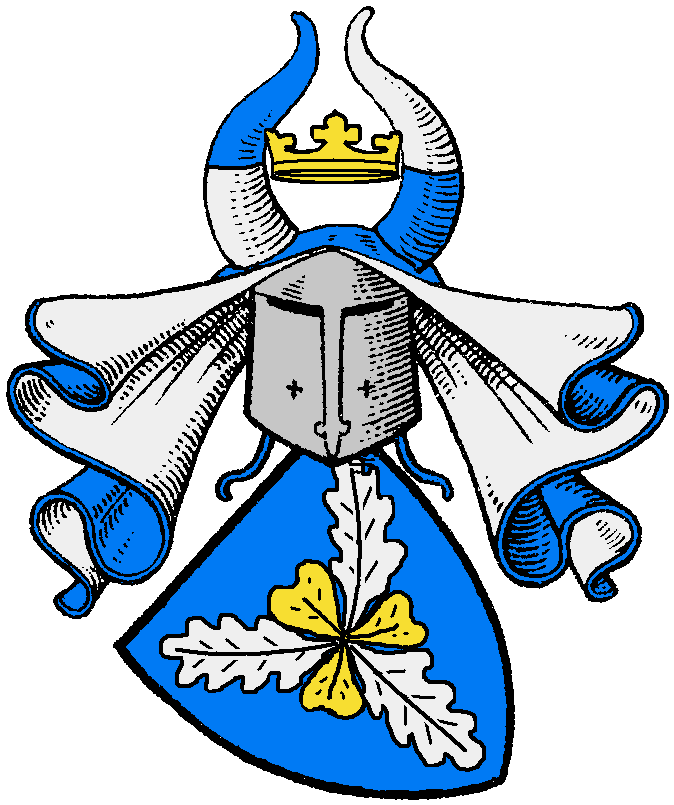
Familiewapen
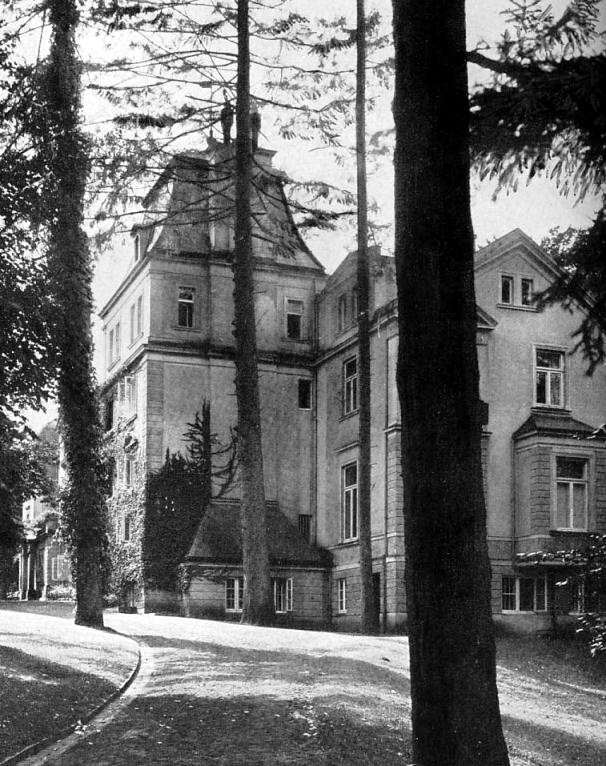
Schloss Friedrichsruh rond 1915

Von Bismarck is een sinds 1865 Duits adelsgeslacht waarvan Otto von Bismarck (1815-1898) de eerste vorst was.

## Geschiedenis

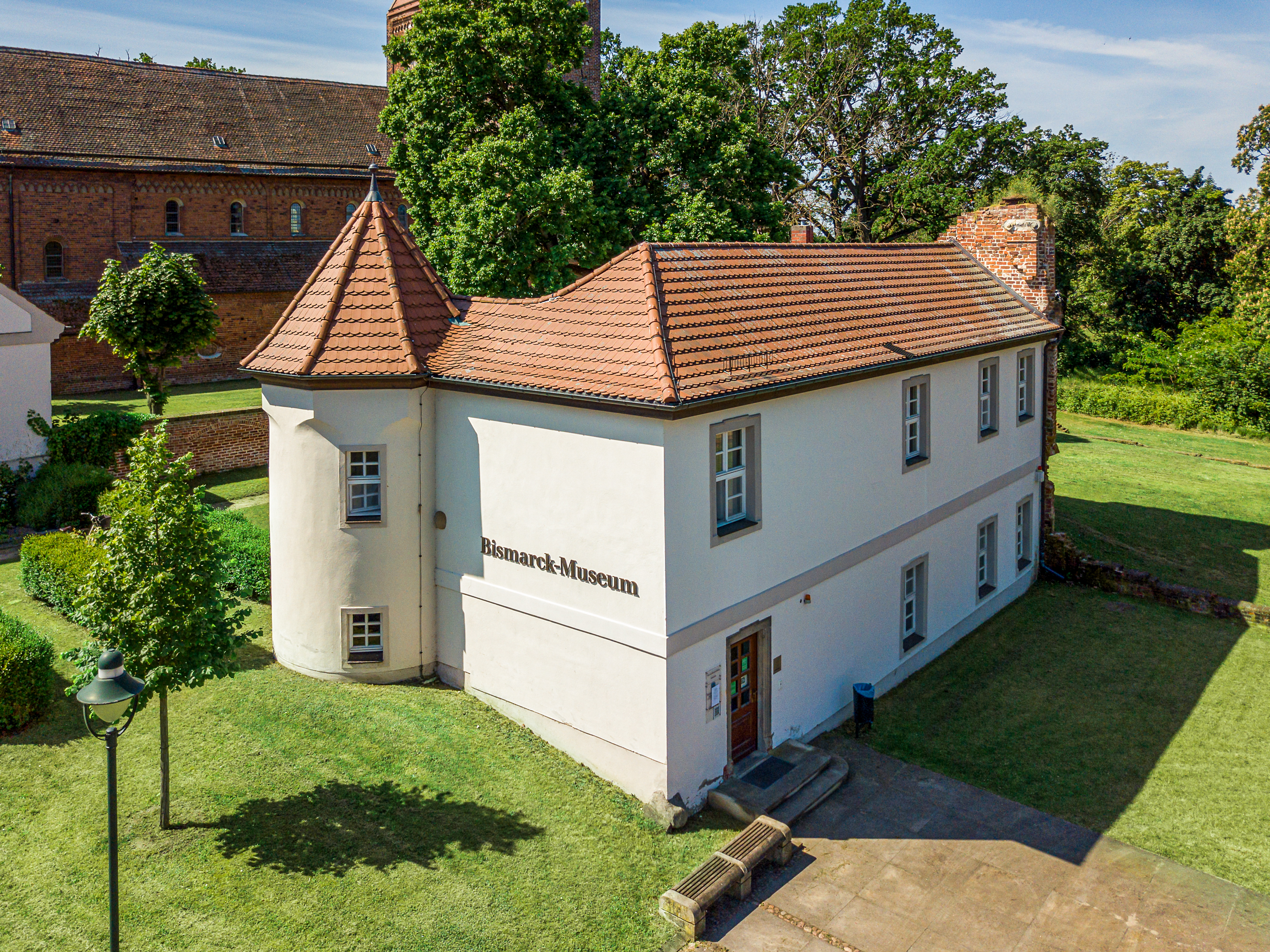
Restant Schloss Schönhausen I
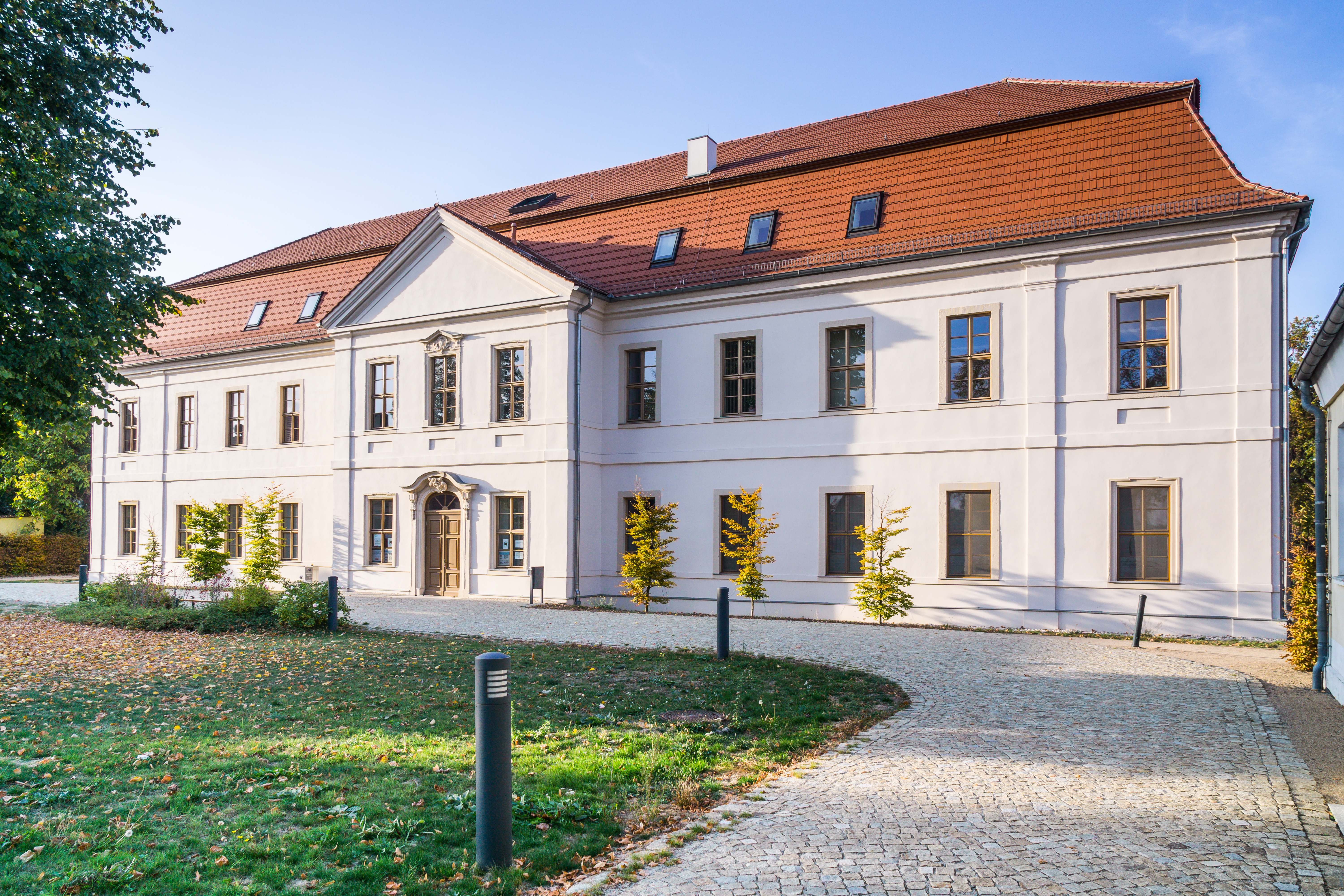
Schloss Schönhausen II

De stamreeks begint met Herbordus de Bismarck uit het stadje Bismark, die in 1270 gildemeester der wantsnijders (zie: Lakenhal) in de naburige stad Stendal was.  Enige generaties later werden diens nazaten lid van de lage adel (ridder). In 1345 verkreeg Herbordus' achterkleinzoon Nicolaas uit handen van markgraaf Lodewijk V van Beieren als dank voor belangrijke bewezen diensten een kasteel bij Burgstall, en ging daar wonen.
In 1562 verzocht keurvorst Johan Georg van Brandenburg de Bismarcks, Burgstall te verlaten, omdat hij het zelf als jachtdomein wilde hebben. Als compensatie verkreeg de familie o.a. een domein bij Schönhausen aan de Elbe, waar leden van het geslacht tot aan de Tweede Wereldoorlog hebben gewoond. De Bismarcks lieten in 1700 en later in de 18e eeuw in Schönhausen twee nieuwe woonkastelen bouwen, die Schloss I en Schloss II worden genoemd. Schloss I werd in 1945 aan het eind van de Tweede Wereldoorlog opgeblazen door militairen van het Sovjet-Russische leger; een klein deel bleef bewaard en huisvest een, door de Bismarck-Stiftung uit Friedrichsruh geleid, educatief centrum met klein Bismarck-museum. Schloss II staat er nog en is anno 2020 het gemeentehuis van het dorp Schönhausen.
De in Schloss I te Schönhausen geboren Otto von Bismarck werd in 1865 tot Pruisisch graaf verheven. In 1871 volgde voor hem verheffing tot vorst met het predicaat "doorluchtigheid" overgaand bij eerstgeboorte.

## Enkele telgen
Otto 1e vorst von Bismarck, hertog van Lauenburg (1815-1898), Pruisisch minister-president, later rijkskanselier
- Herbert 2e vorst von Bismarck (1849-1904), minister, generaal-majoor
  - Goedela gravin von Bismarck (1896-1981); trouwde in 1919 met Hermann graaf von Keyserling (1880-1946), filosoof
  - Otto 3e vorst von Bismarck, heer van Friedrichsruh (1897-1975), diplomaat en lid van de Duitse Bondsdag
    - Ferdinand 4e vorst von Bismarck, heer van Friedrichsruh (1930-2019); trouwde in 1960 met jkvr. Elisabeth Lippens (1939), dochter van burgemeester Léon graaf Lippens (1911-1986)
      - Carl-Eduard 5e vorst von Bismarck (1961), voormalig CDU-voorzitter in het hertogdom Lauenburg

  - Gottfried graaf von Bismarck (1901-1949), president van een Regierungsbezirk, SS-officier
    - Andreas Graf von Bismarck (1941-2013)
      - Stephanie Gräfin von Bismarck (1976); trouwde in 2000 met Karl-Theodor Freiherr von und zu Guttenberg (1971), voormalig Duits minister
- Bill graaf von Bismarck (1852-1901), president van Oost-Pruisen